# 公立甲賀病院

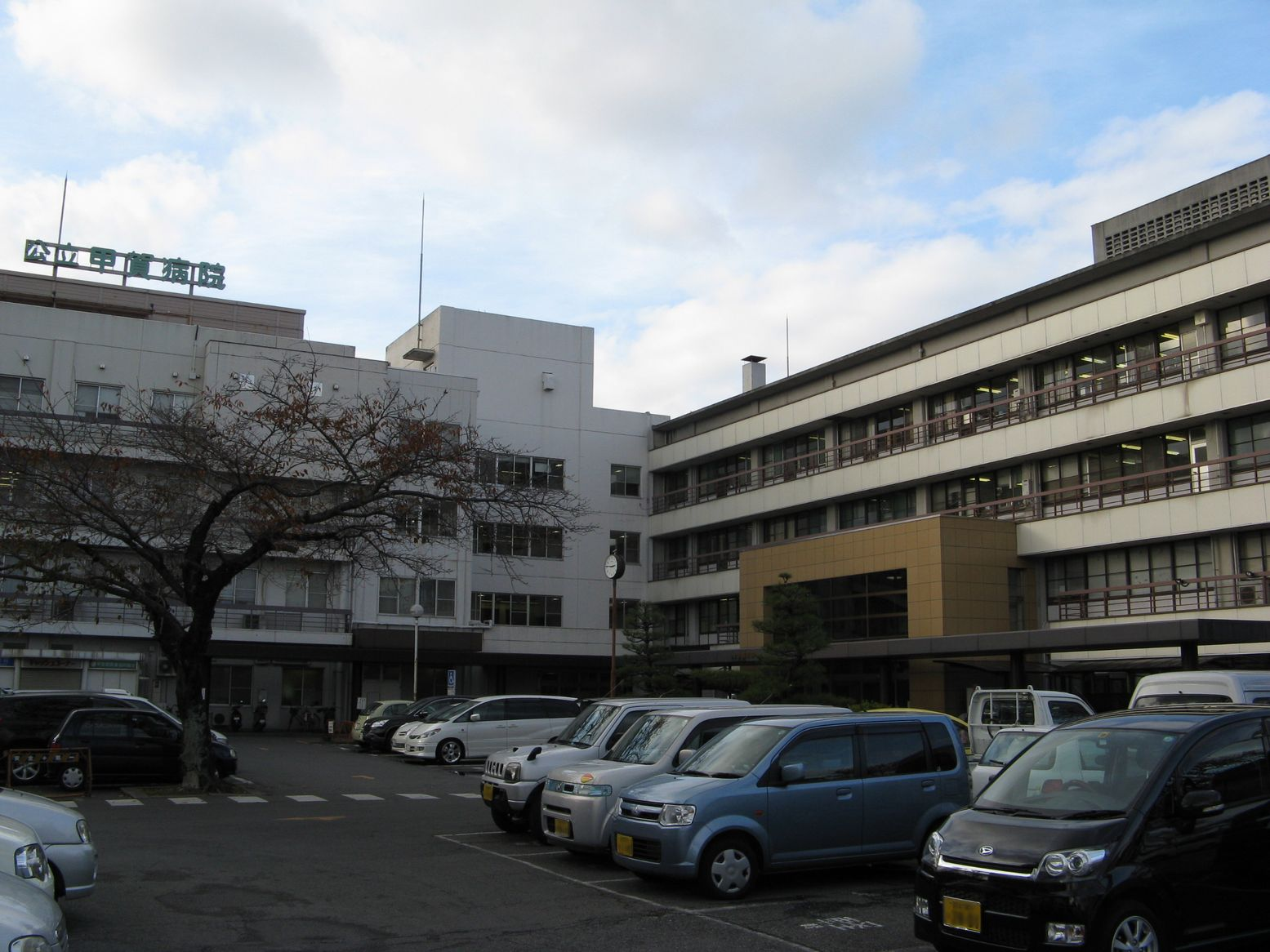
水口町鹿深にあった旧病院

公立甲賀病院（こうりつこうかびょういん）は、滋賀県甲賀市水口町松尾にある病院。

## 概要
甲賀市の中心部、水口に位置する。甲賀郡7町（水口町・土山町・甲賀町・甲南町・信楽町・甲西町・石部町）による組合が運営してきたが、甲賀郡各町が合併し甲賀市・湖南市へと移行したことにより、運営組合名を「公立甲賀病院組合」に変更し現在に至る。一貫して「甲賀病院」で通る。
水口町鹿深にあった建物は、医療機器の大型化等で手狭となったほか、老朽化が進行し4棟中3棟が耐震基準を満たしていなかったため、2013年4月に、水口町松尾へ新築移転した。
開院時の建物はウィリアム・メレル・ヴォーリズの設計であった。
地元中学生による職業体験を受け入れている。

## 沿革
- 1939年（昭和14年）6月1日[4] - 水口町外24か町村の産業組合病院として開院。
- 1960年（昭和35年）10月 - 甲賀郡7町による甲賀郡国民健康保険病院組合による運営に移行。
- 1964年（昭和39年）3月 - 本館（A棟）完成[1]。
- 1975年（昭和50年）6月 - 中央館（B棟）完成[1]。
- 1981年（昭和56年）
  - 3月 - 西館（C棟）完成[1]。
  - 4月 - 公立甲賀病院と改称[1]。
- 1989年（平成元年）1月 - 新館（D棟）完成[1]。
- 2004年（平成16年）10月 - 自治体合併による市制施行に伴い、運営組合名を公立甲賀病院組合と改称。
- 2013年（平成25年）4月1日[2] - 甲賀市水口町松尾1256番地にて新病院を開院。
- 2019年（平成31年）4月 - 地方独立行政法人公立甲賀病院を設立[5]

## 施設
- 診療棟
- 病棟
- 附属棟
- リニアック棟

### 関連施設
- 甲賀看護専門学校
- 公立甲賀病院訪問看護ステーション
- 公立甲賀病院訪問リハビリテーション事業所
- 公立甲賀病院組合居宅介護支援事業所
- 公立甲賀病院組合居宅サービス事業所
- 歯科保健センター

## 診療科
- 内科
- 神経内科
- 呼吸器科
- 消化器科
- 循環器科
- 精神科
- 小児科
- 整形外科
- リウマチ科
- 麻酔科
- 外科
- 心臓血管外科
- 肛門科
- 脳神経外科
- 泌尿器科
- 眼科
- 産婦人科
- 耳鼻咽喉科
- 皮膚科
- 形成外科
- 放射線科
- リハビリテーション科
- 歯科
- 矯正歯科
- 歯科口腔外科

## 周辺
- 水口北保育園
- アル・プラザ水口
- ローソン水口松尾店

## 交通アクセス
- 近江鉄道本線 水口駅 - 徒歩約15分
- 近江鉄道本線 水口松尾駅 - 徒歩約18分
- 甲賀市コミュニティバス - 「甲賀病院」下車すぐ